# Sergio Mimica-Gezzan
Sergio Mimica-Gezzan, né le 2 mai 1956 à Zagreb, est un réalisateur américain.

## Biographie
D'origine croate, il est le fils du réalisateur Vatroslav Mimica. Il a commencé sa carrière en tant qu'acteur et a notamment joué un des premiers rôles du film Seljačka buna 1573 (1975), réalisé par son père. Après son départ pour les États-Unis, il a travaillé en tant qu'assistant réalisateur, notamment pour Steven Spielberg sur La Liste de Schindler (1993), Le Monde perdu : Jurassic Park (1997), Amistad (1997), Il faut sauver le soldat Ryan (1998), A.I. Intelligence artificielle (2001), Minority Report (2002), Arrête-moi si tu peux (2002) et Le Terminal (2004).
En tant que réalisateur, il travaille essentiellement pour la télévision, ayant notamment réalisé plusieurs épisodes des séries Battlestar Galactica et Falling Skies ainsi que les mini-séries Les Piliers de la terre et Halo : Nightfall.

## Filmographie

### Télévision
- 2002 : Disparition (série télévisée, saison 1 épisode 3)
- 2004-2006 : Battlestar Galactica (série télévisée, 6 épisodes)
- 2005 : Into the West (série télévisée, saison 1 épisode 3)
- 2005 : Surface (série télévisée, saison 1 épisode 6)
- 2005-2006 : Invasion (série télévisée, saison 1 épisodes 4 et 20)
- 2006 : Rêves et Cauchemars (série télévisée, épisode Quand l'auto-virus met cap au nord)
- 2006 : Prison Break (série télévisée, saison 1 épisode 19 et saison 2 épisode 7)
- 2007 : Protect and Serve (téléfilm)
- 2007 : Saving Grace (série télévisée, saison 1 épisodes 1 et 4)
- 2008 : Terminator : Les Chroniques de Sarah Connor (série télévisée, saison 1 épisode 4)
- 2008-2009 : Heroes (série télévisée, saison 3 épisodes 3 et 16)
- 2010 : Les Piliers de la terre (mini-série)
- 2011-2014 : Falling Skies (série télévisée, 5 épisodes)
- 2012 : Hell on Wheels : L'Enfer de l'ouest (série télévisée, saison 2 épisode 3)
- 2013 : The Bridge (série télévisée, saison 1 épisode 2)
- 2013 : Under the Dome (série télévisée, saison 1 épisode 10)
- 2014 : Salem (série télévisée, saison 1 épisode 5)
- 2014 : Halo : Nightfall (mini-série)
- 2014-2015 : The Last Ship (série télévisée, 2 épisodes)
- 2016 : Les Medicis : Maîtres de Florence (série télévisée, 8 épisodes)
- 2020 : Raised by Wolves (série télévisée, l'épisode 5 de la saison 1)